# 索努瓦
索努瓦（法語：Saosnois，法語：[so.nwa] ⓘ）是法国萨尔特省北部的一个传统地区，是曼恩的一部分。索努瓦是一个乡村与农业地区。除马梅尔斯以外，没有一个市镇的居民人数过千。有些市镇，如诺韦或珀赖，只有几个由乡间小路连接的农家小院。

## 地理
索努瓦延伸自萨尔特河左岸，是诺曼底和佩尔什之间的过渡地区。
索努瓦是一个由博卡日和连绵起伏的森林组成的地区，海拔53至341米。该地区构成了索努瓦奥恩河（Orne saosnoise）流域，被称为“萨尔特的粮仓”。 
该地区还以佩尔塞涅森林（forêt de Perseigne）和高品质的佩尔什马（percheron）闻名，不过马匹体型要小于佩尔什地区的。 
索努瓦邻接以下地区：
- 东：佩尔什
- 西：勒芒山（Alpes mancelles）
- 南：勒芒地区（Pays manceau）
- 北：阿朗松原野（campagne d'Alençon）

## 媒体
隶属于Publihebdos集团的《Le Perche》周报在该地区发行。 

## 交通运输
该地区没有交通要道通过。不过，N12公路通过马梅尔斯以北约20公里处，而连接阿布维尔和图尔的A28高速公路则通过马梅尔斯以西约20公里处。 